# 今日台灣
《今日台灣》（Taiwan Today）電子報，前身為《台灣紀事報》，中華民國行政院新聞局於2009年改版創設，後因中央政府組織改造，業務自2012年5月20日起移由外交部主持。
電子報內容包括國內即時要聞、新聞圖片、專題報導、社論、評論、活動訊息、時事漫畫等單元，廣泛報導有關臺灣民生、政經、文化、科技等各面向的發展。

## 日文版
「今日台灣」日文電子報於2011年8月1日創刊上線，是中華民國第一個由中央部會開設的日文電子日報。時任新聞局局長的楊永明表示，他上任後有感於對日文宣的重要，認為政府部門應有責任提供一個即時管道，讓關心臺灣的日本各界人士可以清楚明白政府的政策與立場，因而指示儘速研辦成立日文新聞網。他表示新聞局將與內容各有特色的中央通訊社所設日文新聞網和中央廣播電臺日語新聞及網站等共同為增進臺日關係而努力。
至2013年5月止，總造訪人次達36萬人次，總瀏覽量達101萬次。瀏覽訪客約有80%來自日本，18.5%來自臺灣，其餘讀者來自美國、香港、南韓及泰國等地。
日文電子報於2012年1月11日與日本經濟新聞社轄下子公司「NIKKEI DIGITAL MEDIA INC.」簽約供稿，透過該公司的線上資料庫「NIKKEI TELECOM 21」讓日本70%股票上市公司、3大銀行、5大商社及日本政府機關、圖書館及主要大學等都可以即時接收到來自台灣最新、最重要的訊息。

## 外部連結
- （英文）今日台灣電子報（Taiwan Today）（页面存档备份，存于）
- （日語）今日台灣電子報（日本語）（页面存档备份，存于）
- （西班牙文）今日台灣電子報（Español）（页面存档备份，存于）
- （法文）今日台灣電子報（Français）（页面存档备份，存于）
- （德文）今日台灣電子報（Deutsch）（页面存档备份，存于）
- （俄文）今日台灣電子報（Русский）（页面存档备份，存于）